# Perfect Velvet
Perfect Velvet (с англ. — «Идеальный Бархат») — второй студийный альбом южнокорейской гёрл-группы Red Velvet. Он был выпущен 17 ноября 2017 года лейблом SM Entertainment. С заглавным синглом «Peek-A-Boo». Perfect Velvet — это первый полный альбом группы с момента выхода The Red и второго крупного релиза группы, который сосредотачивается на их концепции Velvet, после их второго мини-альбома The Velvet.
29 января 2018 года было выпущено переиздание альбома под названием The Perfect Red Velvet вместе с заглавным синглом «Bad Boy».
Альбом получил в целом положительные отзывы на международном уровне и в родной стране Южной Корее, уделяя особое внимание музыкальным экспериментам группы и ориентированному на будущее звучанию. Группа также получила высокую оценку за демонстрацию их роста как артистов, изменив свою идентичность и цвет от их предыдущего выпуска The Red Summer, их универсальность, разнообразная музыка и стиль, а также за нарушение стереотипов среди популярных гёрл-групп в Южной Корее и южнокорейских айдолов в целом.
Perfect Velvet имел коммерческий успех, дебютировав на втором месте в альбомном чарте Gaon Album Chart и достиг вершины в мировом альбомном чарте Billboard, что стало третьим альбомом, номер 1 в чарте в том же году, после Rookie и The Red Summer.

## Предпосылки и релиз
30 октября 2017 года новости о предстоящем возвращении группы появились на различных южнокорейских новостных сайтах, что было подтверждено позже в тот же день их компанией SM Entertainment.
В полночь 8 ноября 2017 года SM Entertainment обнародовал название нового сингла группы «Peek-A-Boo» через тизер вместе с названием их второго студийного альбома, который будет содержать девять треков и дату его выхода.
Название ссылается на "Бархатную сторонуй концепции группы, которая идёт из значения имени, где «Красный» — это их яркий и смелый образ, а «Бархат» означает их более мягкую и зрелую сторону. Эти две стороны отражают песни, которые они выпускают. В интервью X Sports News 8 ноября SM Entertainment заявили, что намерены показать «обновленную версию» концепции группы «Velvet»
Группа призналась, что нервничала от успеха их последнего сингла, «Red Flavor», поскольку они готовились к альбому, в котором они участвовали в выборе песни. Подобно заявлению их компании, их лидер Айрин сказала Billboard, что в отличие от их прошлых двух релизов ранее в том же году, которые были яркими, попадая под их «Красную» концепцию, они хотели показать обновленную версию того, что они могут показать свой «Бархатный» образ.

## Состав альбома
Perfect Velvet включает девять песен, в которых представлены в основном поп, хип-хоп, соул и R&B жанры. Первый трек альбома Peek-A-Boo была описана как популярная песня с захватывающими крючками. Тамар Герман из Billboard заявила, что он нагружен элементами trop house под причудливой поп-вибрацией и управляется глубокой басовой барабанной линией, колючими синтезаторами и металлическими битами, в которой также есть "множество разнообразных игривых инструментальных элементов, расположенных под основной мелодией. Лирически он сравнивает новые романтические отношения с игрой, в которую играют дети.

## Промоушен
Группа начала выпускать тизеры для их предстоящего возвращения 8 ноября через свои официальные соц.сети, за которыми последовали индивидуальные фото-тизеры участниц и предварительный просмотр трека из альбома каждый день до 16 ноября. Чтобы ещё больше продвинуть свое возвращение, группа провела показ 16 ноября, который был организован их коллегой по лейблу Тхэён, где они обсудили свой альбом и впервые исполнили ведущий сингл «Peek-A-Boo». В тот же день они появились в прямом эфире через приложение Naver, V Live.
Группа провела свое первое музыкальное шоу 17 ноября 2017 года на Music Bank, где они исполнили «Peek-A-Boo» и «Look». В рамках своих рекламных Red Velvet на различных шоу и радиошоу где исполнили «Peek-A-Boo» вместе с «Look» и «Kingdom Come». Ремиксованная инструментальная версия "I Just, Hitchhiker была исполнина участником NCT 127 Тэёном на Mnet Asian Music Awards 2017, где группа также исполнила «Peek-A-Boo».
Вертикальный клип на песню «I Just» был выпущен 28 февраля 2018 года.

## Критика
Perfect Velvet получил положительные отзывы в Южной Корее и за рубежом. Выпуск альбома также рассматривался как более мягкая, зрелая и утонченная «Бархатная» сторона группы, наконец, принятая публикой. Сон Ми Ген из Osen посчитал переход от их последней песни Red Flavor к их концепции «Velvet» смелым шагом, особенно когда они только что добились заметного успеха и признания, но прокомментировал, примечательно, что группа решила изменить свою идентичность и цвет, чтобы продемонстрировать свой рост как артистов. В своем обзоре альбома, KookMin Ilbo похвалили песни в альбоме как «красочные и солидные».
Пролив свет на то, какие различия между «Красными» и «Бархатными» треками группы не так просто, так как «танец» против «баллады». Они заявили, что музыка Red Velvet похожа на сигнал о том, что люди теперь могут сами «делать такую музыку». Они также отметили, что визуально он ссылается на таинственные образы классических фильмов b-класса, напоминающих ретро-музыку в Великобритании.. Ким Сан Хва из Oh My Star, назвал Red Velvet «силой, которую другие группы не могли себе представить», особенно из-за того, как все пять участниц группы достигли новых пиков вокально. Он также рассказал об их музыкальных экспериментах и «ориентированном на будущее звуке», утверждая, что это их самый сильный когда-либо. Затем он пришел к выводу, что альбом является одним из самых выдающихся отечественных музыкальных альбомов, выпущенных в этом году.
Альбом состоит из 9 треков, а его основной тематикой является «взгляд в темноту». То есть в тёмную, «вельветовую» сторону участниц Red Velvet, отраженной, к примеру, в заглавной композиции. Так как это полноформатный сборник, он прекрасен и отлично проработан от начала и до конца. Альбом наполнен яркой поп-музыкой (тяжёлые ударные биты и романтические ноты), а также мотивами R&B. Танцевальные композиции перемежаются с медленными, томными, полными гармоничной эйфории песнями альбома, например, «Kingdom Come» и «Perfect 10». Однако идиосинкратический (индивидуальный, сугубо личный) стиль девичьей группы сохранился. Трек «My Second Date» с чётким барабанным ритмом и дабстепом или «I Just» со смесью синтезаторных мелодий дают квинтету широкое поле для экспериментальной деятельности и расширения своих вокальных возможностей во время представлений.

## Коммерческий успех
В Южной Корее Perfect Velvet имел коммерческий успех, заняв второе место в альбомном чарте Gaon Album Chart. Ведущий сингл «Peek-A-Boo» дебютировал на 12 строчке в цифровом чарте Gaon, но через неделю поднялся до второго места. Песня также возглавила график загрузки Gaon на второй неделе. Все остальные треки альбома включены в диаграмму загрузки Gaon. К концу года было продано 90,456 копий альбома. По состоянию на апрель 2018 года было продано в общей сложности 101,032 копии Perfect Velvet, что делает его первым альбомом Red Velvet, превзошейшим рубеж в 100,000 копий, проданных в Южной Корее.
В других местах Perfect Velvet возглавлял чарты Billboard World Albums, отмечая третий раз, когда Red Velvet возглавили чарты в том же году, после Rookie и The Red Summer.
Они также вошли в чарте Billboard Top Heatseekers под номером три, который является их самым высоким на сегодняшний день и первым альбомом, который вошол в топ-5. Они продали более 2,000 копий за неделю, что является их лучшей неделей продаж в США на сегодняшний день. После выхода альбома, Red Velvet появились в чарте Billboard Social 50 на 33 строчке, что стало новым пиком для группы. В Японии альбом дебютировал на Oricon Weekly Albums chart под номером 20 с 2867 копиями, первым релизом группы, вошедшим в топ-20. Альбом также дебютировал под номером 95 во французском чарте Download Albums, сделав его своим первым релизом в чарте.

## Трек-лист
| №                   | Название                                              | Текст песни               | Музыка                                                 | Длительность |
| ------------------- | ----------------------------------------------------- | ------------------------- | ------------------------------------------------------ | ------------ |
| 1.                  | «Peek-a-Boo» (피카부; Pikabu)                         | Kenzie                    | Moonshine, Cazzi Opeia, Ellen Berg Tollbom             | 3:09         |
| 2.                  | «Look» (봐; Bwa)                                      | Jinbo, Sumin              | Charli Taft, Daniel "Obi" Klein, Jinbo, Sumin          | 4:05         |
| 3.                  | «I Just»                                              | Kim Boo Min               | Aventurina King, Hitchhiker, Kim Boo-min, John Fulford | 3:08         |
| 4.                  | «Kingdom Come»                                        | Lee Seu Ran (Jam Factory) | The Stereotypes, Deez, Ylva Dimberg                    | 3:30         |
| 5.                  | «My Second Date» (두 번째 데이트; Du Beonjjae Deiteu) | Jeon Gan Di               | James Wong, Sidnie Tipton, Sophie Stern                | 3:14         |
| 6.                  | «Attaboy»                                             | Kenzie                    | Kenzie, The Stereotypes, Ylva Dimberg                  | 3:16         |
| 7.                  | «Perfect 10»                                          | Cho Yoon Kyung            | Charli Taft, Daniel "Obi" Klein, Deez                  | 3:29         |
| 8.                  | «About Love»                                          | 1월 8일 (Jam Factory)     | RE:ONE, Davey Nate                                     | 3:25         |
| 9.                  | «Moonlight Melody» (달빛 소리; Dalbit Sori)           | Lee Joo Hyung (Monotree)  | Lee Joo Hyung (Monotree), Kwon Deok-geun               | 3:40         |
| Общая длительность: | Общая длительность:                                   | Общая длительность:       | Общая длительность:                                    | 31:03        |

## Чарты
| Чарт (2017)                           | Позиции |
| ------------------------------------- | ------- |
| French Download Albums (SNEP)         | 95      |
| Japanese Albums (Oricon)              | 20      |
| South Korean Albums (Gaon)            | 2       |
| US World Albums (Billboard)           | 1       |
| US Top Heatseekers Albums (Billboard) | 3       |
| US Independent Albums (Billboard)     | 39      |

## Награды

### Музыкальные программы
| Песня        | Программа      | Дата             |
| ------------ | -------------- | ---------------- |
| «Peek-a-Boo» | Inkigayo (SBS) | 10 декабря, 2017 |
| «Peek-a-Boo» | Inkigayo (SBS) | 14 января, 2018  |